# Honcearî, Pustomîtî
Honcearî (în ucraineană Гончари) este un sat în comuna Vînnîcikî din raionul Pustomîtî, regiunea Liov, Ucraina.

## Demografie
Componența lingvistică a localității Honcearî
     Ucraineană (99,06%)
     Alte limbi (0,94%)
Conform recensământului din 2001, majoritatea populației localității Honcearî era vorbitoare de ucraineană (99,06%), existând în minoritate și vorbitori de alte limbi.